# Elmhurst School for Dance
Annett Dushi 
La Elmhurst School for Dance è una scuola indipendente di danza classica professionale nel Regno Unito, e una scuola associata del Birmingham Royal Ballet. Essa accetta studenti di età compresa tra 11 e 19 anni che intendono intraprendere una carriera nel balletto classico professionale. L'Ispettorato delle Scuole Indipendenti ha osservato che la scuola è un centro di fama mondiale per l'eccellenza nel suo campo, che permette agli studenti di eccellere nella loro abilità e amore per la danza e di avanzare a posizioni migliori con le maggiori compagnie di danza di tutto il mondo ... La Elmhurst offre una giornata accademica completa in combinazione con un corso di formazione professionale completo in danza classica ed in formazione."

## Storia
La Elmhurst è una delle più antiche scuole di danza professionali nel Regno Unito. Fu creata originariamente nel corso del 1920 a Camberley, nel Surrey e successivamente trasferita in locali appositamente costruiti a Edgbaston, Birmingham nel 2004. Le strutture occupano una superficie di 5-acro (20 000 m²) e comprendono un teatro studio di 250 posti, un laboratorio teatrale e sette studi di danza. Vi è anche un centro medico e un centro di fisioterapia / esercizio. Oltre agli studenti al giorno, vi è in loco un servizio di vitto e alloggio per un massimo di 121 studenti residenti e di 30 studenti dell'ultimo biennio, fuori sede.
Il direttore artistico dal 2008, l'ex ballerino Desmond Kelly (OBE), si è dimesso a settembre 2012 ed è stato sostituito dall'ex primo ballerino del Birmingham Royal Ballet, Robert Parker.

## Direttori
- Jessica Ward[8]

## Direttori artistici
- Mary Goodhew
- Robert Parker[8]